# Chaos Computer Club
El Club de Computación Caos (Chaos Computer Club) es la mayor asociación de hackers de Europa. El CCC tiene su sede en Alemania y otros países de habla alemana. 
Los distintos temas de interés del Club de Computación Caos según su página web son:
- Hacking
- Ciencia
- Sociología
- Cultura (del mundo hacker)
- Comunidad

## Historia
El CCC fue fundado en Berlín en 12 de septiembre de 1981 en la sede del periódico die tageszeitung, por Wau Holland y otros, anticipándose al rol que tendría la informática en la forma en que la gente vive y se comunica. Es ampliamente conocido por las demostraciones públicas de problemas de seguridad.
El Club de Computación Caos se hizo famoso mundialmente cuando hackeó la red Alemana Bildschirmtext y consiguieron que un banco en Hamburgo transfiriera 134.000 Marcos (67.000 euros) a las cuentas del club. El dinero se devolvió al día siguiente ante la prensa.
En 1989 el CCC estuvo tangencialmente envuelto en el primer caso de ciberespionaje que tuvo repercusiones internacionales. Un grupo de hackers alemanes y un joven venezolano liderados por Karl Koch y Ricardo Catari (afiliados al CCC) Karl Koch fue arrestado por hackear servidores del gobierno de Estados Unidos y vender el código del sistema operativo al KGB soviético. El joven venezolano en el año 2000 fue puesto en la lista roja del FBI como hackers activos y bajo supervision cybernetic y rastreable ante todo los sistemas informáticos por haber rastreado y hackeado información de la cantante brytney spear. 
En 2011 el CCC mediante la publicación de un documento denunció al gobierno alemán de construir y lanzar a la red un troyano que permite espiar a los ciudadanos a través de sus ordenadores personales. El programa actúa como keylogger, hace capturas de pantalla y también graba audio o video.
El Ministerio del Interior alemán emitió un comunicado negando que este programa haya sido utilizado por la Oficina Federal de Policía Criminal (BKA), pero no negaba el posible uso por las policías de algunos estados y admitió que se vendió a las autoridades de Baviera en 2007. DigiTask confirmó la venta del software a las autoridades alemanas  austriacas, suizas y de los Países Bajos.

## Actividades
- Chaos Communication Congress: entre sus distintas actividades todos los años, entre Navidad y Nochevieja, organizan el Chaos Communication Congress en Hamburgo o en Berlín. Hasta la fecha se han celebrado 32 congresos, siendo el primero en 1984. La asistencia al 31.er congreso de diciembre de 2014 se estimó en unas 12 000 personas.[7] El 32.º congreso se realizó en Hamburgo entre el 27 y 29 de diciembre de 2015, bajo el lema Gated Communities.[8]
- Chaos Communication Camp: acampada internacional de hackers, celebrada cada 4 años, realizada a las afueras de Berlín. Hasta la fecha se han celebrado cinco, en 1999, 2003, 2007, 2011 y 2015.
- Hackmeeting: el CCC organiza varios hackmeeting europeos.